# Hypocotyle

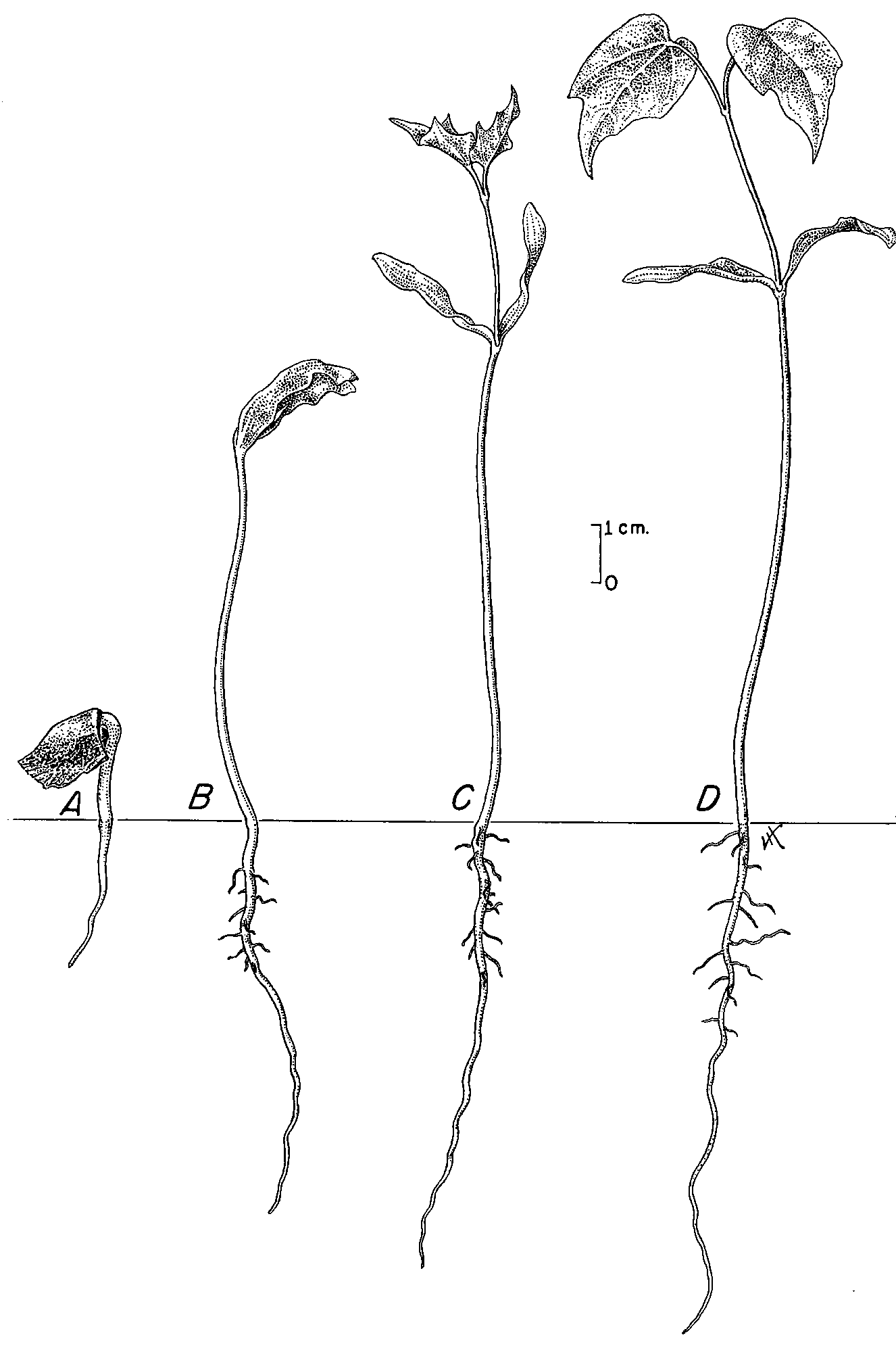
Germination de la plantule d'érable montrant l'hypocotyle et l'épicotyle.

L’hypocotyle ou axe hypocotylé (diminutif de "tige hypocotylédone" littéralement "sous le cotylédon") est la partie de la tigelle située entre sa base (le collet) et les premiers cotylédons de la plante. La tige est verticale. Lors de la germination, la croissance de la tigelle est parfois si rapide au début qu'elle entraîne et soulève les cotylédons.  